# Kim Bình, Hiệp Giang
Hương dân tộc Kim Bình (tiếng Trung: 金坪民族乡; bính âm: Jīnpíng Mínzú Xiāng) là một đơn vị hành chính của huyện Hiệp Giang, địa cấp thị Cát An, tỉnh Giang Tây, Trung Quốc.

## Lịch sử
Một xí nghiệp khai khẩn nông nghiệp được thành lập trên địa bàn Kim Bình vào tháng 12 năm 1957. Đến năm 1979, địa bàn Kim Bình được chính quyền Trung Quốc giao tiếp nhận một số Hoa kiều từ Việt Nam sang và sau đó được đổi tên thành Nông trường Hoa kiều Quốc doanh Kim Bình Giang Tây. Tháng 12 năm 1999, nông trường được chuyển cho huyện Hiệp Giang quản lý. Tháng 11 năm 2007, chính quyền Giang Tây phê chuẩn việc thành lập Hương dân tộc Kinh-Kim Bình. Tuy nhiên đến tháng 6 năm 2008, hương lại đổi tên thành "hương dân tộc Kim Bình".

## Địa lý
Hương nằm tại phía nam của huyện Hiệp Giang và có quốc lộ 105 đi qua. Kim Bình cách tỉnh lị Nam Xương 160 km, cách trung tâm địa cấp thị Cát An 60 km và cách trung tâm hành chính của huyện Hiệp Giang 10 km. Độ che phủ rừng của Kim Bình lên tới 80%, nhiệt độ trung bình năm là 17 °C. Hương có diện tích 9,79 km².

## Kinh tế
Kinh tế Kim Bình hiện nay vẫn dựa chủ yếu vào nông nghiệp, 80% nhân khẩu trong hương nhận bao tiêu nông nghiệp, nghĩa là được nhận hạt giống và bao tiêu sản phẩm đầu ra. Nông sản bao gồm các loại ngũ cốc và hoa quả như cam, quýt, hạt dẻ, lê. Ngoài ra, trong những năm gần đây hương cũng tiến hành đa dạng hóa các loại cây trồng.
Kim Bình có khu công nghiệp Kiều Sang (侨创业园, Kiều Sang nghiệp viên) nằm tại phía nam của hương, ven quốc lộ 105. Khu công nghiệp này có tổng diện tích 0,7 km² và được mong đợi sẽ đóng góp vào sự phát triển công nghiệp của cả huyện Hiệp Giang nói chung.
Thu nhập của người dân Kim Bình đã tăng từ 1600 tệ năm 2007 lên khoảng 4000 tệ vào năm 2010. Tổng thu ngân sách của hương cũng tăng từ 610.900 tệ năm 2007 lên 2.047.300 tệ vào năm 2010.

## Dân cư
Kim Bình có dân số khoảng 3156 người, trong đó hơn 700 người là Hoa kiều hồi hương và con cái của họ, 301 người là di dân từ vùng đập Tam Hiệp, hơn 1000 người thuộc 8 dân tộc thiểu số gồm Kinh, Động, Thái, Dao, Choang, Miêu, Di và Dư. Trong đó, dân tộc Kinh được "chú trọng" nhiều nhất để làm nổi bật tính dân tộc của hương. Trước đây, rác thải sinh hoạt trong hương không được xử lý khiến môi trường bị ô nhiễm, tuy nhiên từ năm 2010, dự án môi trường nông thôn đã đầu tư 200.000 Nhân dân tệ để tái chế, tận dụng và tiêu hủy rác tại địa phương.

## Hành chính
Kim Bình bao gồm 5 thôn nguyên là các "phân trường" trước đây:
- Nam Hạ
- Di Sơn
- Viên Nghệ
- Tân Dân: 895 người thuộc 275 hộ[7]
- Triều Dương